# Aile à caissons

Principe d'une structure d'aile à caissons

Les ailes à caissons sont un type d'ailes utilisées dans des disciplines sportives de traction telles que le  kitesurf, le snowkite, le kite buggy, ou de vol telles que le parapente, le speedriding.
Elles diffèrent principalement des ailes à boudins par leur mise en œuvre, ne se gonflant qu'à la force du vent. La pression interne est donc égale ou légèrement supérieure à la pression atmosphérique. Par opposition, les ailes à boudins nécessitent une mise en pression beaucoup plus élevée à l'aide d'une pompe, afin d'assurer la rigidité du profil.
On distingue principalement deux catégories d'ailes à caissons :
- les ailes à caissons ouverts
- les ailes à caissons fermés

## Ailes à caissons ouverts
Le bord d'attaque de l'aile (bord que le vent atteint en premier) présente une rangée d'ouvertures. La pression interne est donc subordonnée à la force du vent. Le profil reste ainsi rigide tant que le vent s'engouffre dans les caissons. L'avantage d'un tel système est que la voile ne développe plus de puissance dès qu'elle est correctement posée, les caissons se vidant de leur air. Ce design simple et robuste apporte une autonomie et une solidité appréciables notamment dans le cas d'une pratique terrestre. L'inconvénient majeur des ailes à caissons ouverts et qu'elles sont difficilement utilisables pour une pratique marine, l'eau s'engouffrant dans les caissons en cas de chute de l'aile, empêchant son redécollage et mettant en danger le pratiquant.

## Développement et histoire des cerfs-volants à foil
L'un des premiers cerfs-volants populaires à base de foils a été développé par Ray Merry et Andrew Jones au début des années 1970 en Angleterre, sous le nom de Flexifoil (et plus tard de la société Flexifoil). Merry et Jones ont également expérimenté des véhicules tractés par des cerfs-volants, un concept qui a été développé par Peter Lynn et qui est aujourd'hui populaire sous sa forme actuelle, le kite buggy.
En Europe, à la fin des années 1990, la scène du buggy kite devenait populaire et il existait un grand nombre de modèles de cerfs-volants de traction conçus par un grand nombre d'entreprises européennes. Les modèles ont pris deux directions différentes : ceux qui étaient stables et fiables dans la plupart des vents et qui résistaient typiquement à la "guindée" dans les rafales ou les vents incertains, et ceux qui étaient réglés pour produire une traction maximale au détriment de la stabilité (connus sous le nom de "cerfs-volants de course"). Au Royaume-Uni, à la fin des années 1990, l'aile "Predator" conçue par Peter Mirkovic de Sky Kites était l'aile de traction la plus populaire et la plus réussie parmi les participants aux courses de buggy, remportant la majorité des courses à cette époque,.

## Ailes à caissons fermés (ou ailes à caissons marins)
Elles sont l'évolution marine des ailes à caissons ouverts. Les entrées de la plupart des caissons sont fermées sur le bord d'attaque, mais certains caissons sont équipés de clapets anti-retour permettant au vent de remplir les caissons pour assurer au profil sa rigidité. Une fois remplis d'air, les manchons textiles en spi se referment, empêchant la pression interne de s'échapper et (dans une certaine mesure) l'eau de rentrer.
On distingue encore deux types d'ailes à caissons fermés sur le marché des ailes de kite :
- Les ailes en arche, reliées aux lignes du pilote par ses 2 extrémités (ou oreilles), de part et d'autre de son envergure. Ce système est reconnu pour sa simplicité de mise en œuvre et de réglage.
- Les ailes bridées, reliées aux lignes du pilote par un système de bridage destiné à répartir la traction sur de nombreux points de l'aile. Ce système permet un réglage plus fin du profil, un ratio de surface projetée plus élevée qu'une aile en arche et enfin un redécollage facilité, notamment quand l'aile tombe sur son bord d'attaque.